# Тарговицкая конфедерация
Тарговицкая конфедерация (пол. Konfederacja targowicka) — союз польских магнатов (польского дворянства), направленный против реформ, принятых Четырёхлетним сеймом 1788—1792 годов, в том числе принятия конституции Речи Посполитой в 1791 году.
Конфедерация была создана частью польских и литовских магнатов 27 апреля 1792 года в Санкт-Петербурге, при поддержке Императрицы Всероссийской Екатерины II в интересах Российской империи. Конфедерация была объявлена 14 мая 1792 года в местечке Торговице, Уманский уезд, Киевская губерния, (ныне Кировоградская область Украины).

## Создание конфедерации
Конституция 3 мая 1791 года предполагала преодолеть в стране долговременную политическую нестабильность и создать прочный государственный порядок, который бы дал силу пришедшему в упадок государству и защитил его от притязаний со стороны сильных соседей — Пруссии, России и Австрии. Для этих государств, равно как и для той части шляхетской партии, которая умела извлекать выгоды из слабости государства, новая конституция была невыгодна.
Между недовольными конституцией 3 мая особенно выделялись Щенсный (Феликс) Потоцкий и Северин Ржевуский. В момент издания конституции оба они были за границей, и оба решительно отказались присягнуть ей. Уже в июле 1791 года Потоцкий подал Потёмкину записку о плане составить конфедерацию против конституции 3 мая и просил помощи российской императрицы.
Екатерина II, занятая в то время войной с Турцией, не решилась резко и решительно выступить против конституции. Русскому посланнику в Речи Посполитой Булгакову поручено было лишь подбирать среди польских вельмож, партию, преданную русским интересам. После заключения Екатериной II мира с Турцией Потоцкий и Ржевуский прибыли в Санкт-Петербург и имели в марте 1792 года тайное совещание. Было решено, что недовольные конституцией магнаты составят конфедерацию, а императрица пошлет свои войска в Речь Посполитую. Всё дело велось в глубокой тайне: польский посланник в Петербурге Деболи слышал только, что замышляется что-то против конституции. Получив от Екатерины II полномочие составить конфедерацию, Потоцкий и Ржевуский уехали в Подолье.

## Действия конфедерации
14 мая магнаты Потоцкий, Браницкий, Ржевуский и генерал Коссаковский в Торговице под Уманью основали конфедерацию против конституции 3 мая 1791 года и обратились к Екатерине II помочь вернуть старые порядки в Речи Посполитой. Начальником, или маршалом, её был избран Потоцкий. Советниками его на первых порах были гетман великий Франциск-Ксаверий Браницкий и гетман польный Северин Ржевуский, имевшие сообразно своим должностям номинальное начальство над войском. Не подчинявшиеся конфедерации были объявлены врагами отечества. Трибуналы, комиссии и всякого рода судебные учреждения, действовавшие в Речи Посполитой, считались отмененными. Взамен их были учреждены суды конфедерации для суждения государственных преступлений, то есть нежелания приступить к конфедерации. Вслед за главной конфедерацией образовались провинциальные, по воеводствам, с воеводскими маршалами и советниками. Сейм, создавший конституцию 3 мая, был объявлен насильственным и незаконным, и самый акт составления конституции назван заговором.
18 мая 1792 года Булгаков вручил польскому правительству декларацию, в которой на конституцию 3 мая 1791 года указывалось как на повод к разрыву между Речью Посполитой и соседними государствами и «истинные патриоты» призывались «содействовать великодушным стараниям императрицы» — «возвратить Речи Посполитой свободу и законность». В день вручения декларации, по составленному заранее расчету, русские войска под начальством генерал-аншефа Каховского четырьмя колоннами вошли из Бессарабии в пределы Речи Посполитой.

### Универсалы
В универсале, обращенном к народу, излагались благодеяния, которые должны произойти от Тарговицкой конфедерации, имеющей целью защиту старого, самобытного государственного порядка в Речи Посполитой и поддержку вольностей шляхетских, уничтоженных конституцией 3 мая. Второй универсал, от 30 мая, оправдывал вступление в пределы Речи Посполитой русского войска, с успехами которого на первых порах связывалась судьба Тарговицкой конфедерации. 3 июня конфедерация была переведена в Умань, а 9 июня — в Тульчин. Здесь она издала универсал, обязывавший все типографии в Речи Посполитой не печатать ничего оскорбительного для конфедерации. Мещанин или посполитый, сказавший что-нибудь против конфедерации, должен быть схвачен и доставлен в конфедерационный суд; отменены все акты четырёхлетнего сейма, налоги, введенные им, и т. д. В одних местах действовали убеждением, в других — страхом. При конфедерации был уполномоченный от императрицы, ген. барон Бюлер. Конфедераты благодарили Екатерину II за помощь, оказанную им, точно и не подозревая, что они ускоряют падение Речи Посполитой.

## Присоединение короля к конфедерации
Русские войска продолжали подвигаться вперед через Волынь вглубь Речи Посполитой. Польско-литовские войска терпели от них поражения, тем более, что Тарговицкая конфедерация парализовала экономические силы приверженцев конституции 3 мая 1791 года: много доходов шло теперь в казну конфедерации. Противники конфедерации и русского вмешательства завели переговоры о помощи с Турцией, Австрией и Пруссией, но переговоры эти не привели ни к чему. Самые ярые враги России, Игнатий Потоцкий, Коллонтай и др. стали выступать за примирительную политику с Россией.
Король Станислав Август Понятовский вступил в переговоры с Екатериной II, предлагая назначить наследником польского престола внука Екатерины Константина Павловича. Императрица оставила это предложение без внимания и потребовала, чтобы король присоединился к Тарговицкой конфедерации. После долгих колебаний Станислав Август в июле 1792 года исполнил это требование. Советники, протестовавшие против этого присоединения (аксесса), должны были оставить родину и поселились в Дрездене.
В войске весть о признании королём конфедерации была принята с негодованием. Когда оно должно было приступить к конфедерации, некоторые из офицеров и генералов, как Понятовский, Костюшко, Забелло, Заиончек, Макрановский и др., подали в отставку. Коронное войско поступило под власть прежних начальников, Браницкого и Ржевуского, литовское — под власть вновь назначенного гетмана Коссаковского. 9 августа из Дубна, где находилась конфедерация, были посланы делегаты в Варшаву, которые должны были все население привести к присяге конфедерации. Суды восстанавливались в том виде, в каком они существовали до 3 мая 1791 года, полиция отдавалась в ведомство коронных маршалов; закрыта была «Газета Народова» за то, что постоянно держалась конституции 3 мая и писала против конфедерации.

## Второй раздел Речи Посполитой
Конфедерация правила деспотически: правители её и советники в числе 89 были объявлены никому не подсудными. Людей, которые противодействовали конфедерации, привлекали к суду. С королём обращались высокомерно, иногда совершенно игнорировали его.
Избрав местом своего пребывания Брест-Литовск и отпраздновав своё соединение с конфедерацией литовской, генеральная конфедерация потребовала, чтобы польские посланники при иностранных дворах возвратились на родину и дали отчет конфедерации. С русскими войсками происходили небольшие недоразумения, но в сущности конфедерация на них опиралась, и они были хозяевами в Речи Посполитой. Патриотическая партия до поры до времени притихла.
В это самое время шли переговоры между Пруссией, Россией и Австрией о втором разделе Речи Посполитой. Хотя переговоры велись в тайне, но в газеты проникли слухи о замыслах соседних держав. Конфедерация встревожилась, но из Петербурга успокоили её. Она не принимала никаких мер для предотвращения раздела даже и тогда, когда прусский король ввел свои войска в Речь Посполитую. Вместо Коховского главнокомандующим в Польше был назначен барон Игельстрём, а в Литве и на Украине — генерал-аншеф Кречетников. Посланник Булгаков был отозван из Варшавы, а на его место назначен Я. Е. Сиверс.
Игельстрёму и Сиверсу дана была инструкция действовать решительно. Сиверс распоряжался в Речи Посполитой самовластно, производя давление на различные стороны внутреннего управления. Большим препятствием ему служила конфедерация, и он предлагал уничтожить её; но Екатерина находила это ещё несвоевременным и рекомендовала ему только ослаблять разными мерами значение конфедерации. Деятельность Сиверса была подготовлением декларации России о втором разделе Речи Посполитой. Объявил эту декларацию 27 марта (7 апреля) 1793 года генерал Кречетников в местечке Полонном Волынской губернии. Вслед за Россией объявил о том же и прусский король.
Для конфедерации объявление это было полной неожиданностью. Некоторые из членов конфедерации, как Северин Ржевуский, сделались ярыми противниками России, но другие безропотно признали совершившийся факт. 27 мая 1793 года шляхетство было созвано на сеймики, а 17 июня — на сейм в Гродно, где под давлением Сиверса состоялось признание поляками второго раздела Речи Посполитой.

## Упразднение конфедерации
Со времени созыва гродненского сейма Сиверс стал деятельно подготовлять уничтожение Тарговицкой конфедерации. От неё постепенно было отнято все управление, запрещены её собрания, прекращено образование новых местных конфедераций. Суды, ею созданные, действовали, однако, по-прежнему. Решено было составить новую конфедерацию, главой которой был король, маршалом — сеймовый маршал, советниками — члены гродненского сейма, отчего и конфедерация носила название сеймовой, или гродненской.
15 сентября 1793 года акт о роспуске Тарговицкой конфедерации, написанный одним из клевретов Сиверса, Мошинским, был прочитан на сейме и утверждён единогласно. Были возобновлены суды, существовавшие до 1792 года; постановления Тарговицкой конфедерации хотя и не теряли силы, но могли быть отменены сеймом; для разбора жалоб на конфедерацию была учреждена особая депутация. Новая гродненская конфедерация должна была поддерживать преимущества и неприкосновенность имущества всех граждан. Это событие стало одним из факторов, приведших к восстанию под предводительством Тадеуша Костюшко в 1794 году. Некоторые из членов сейма, подписавших её, прибавили оговорки, что они вступают в конфедерацию с целью охранения пределов и политической свободы Речи Посполитой.